# Alexander Arbuthnot
Alexander Arbuthnot (Aberdeen, 1538 — Aberdeen, 16 de outubro de 1583) foi um poeta eclesiástico escocês, “um teólogo eminente e promotor zeloso da Reforma Protestante na Escócia”. Foi moderador da Assembleia Geral da Igreja da Escócia (o cargo mais alto na Igreja da Escócia) em 1573 e 1577.

## Família
Ele era o terceiro filho de Andrew Arbuthnot, da Fazenda Pitcarles, que por sua vez era o quinto filho de Robert Arbuthnot, de Arbuthnot (morto em 1505/1506) — o 12.º senhor feudal de Arbuthnott. Sua mãe era Elizabeth Strachan (morta em 23 de julho de 1542), filha de Alexander Strachan, de Thornton. Ele tinha três irmãos, Robert, George e Katherine.

## Carreira
Após estudar línguas e filosofia na Universidade de St. Andrews e direito civil com o renomado Jacques Cujas na Universidade de Burges, na França, Arbuthnot recebeu ordens eclesiásticas e tornou-se, em seu próprio país, um fervoroso defensor da Reforma.
Foi declarado apto e capaz de ensinar pela primeira Assembleia Geral da Igreja da Escócia em 20 de dezembro de 1560.
Em 7 de julho de 1568, a Assembleia Geral encarregou-o de revisar um livro chamado “A Queda da Igreja Romana”, que havia sido suprimido (aguardando certas alterações) pelas autoridades eclesiásticas, por conter assuntos prejudiciais aos interesses da igreja. Mais tarde naquele mês, em 15 de julho de 1568, ele se tornou ministro de Logie-Buchan.
Um ano depois, em 23 de julho de 1569, ele foi eleito diretor do King's College, em Aberdeen, no lugar de Alexander Anderson, que havia sido rejeitado por ser católico. Manteve esse cargo até sua morte. Há registros de que ele também foi ministro em Forvie e Arbuthnott dois dias depois, em 25 de julho de 1569.
Em 6 de agosto de 1573, ele foi eleito Moderador da Assembleia Geral e foi novamente eleito para o cargo quando a Assembleia Geral se reuniu em Edimburgo em 1 de abril de 1577.
De seus cargos anteriores, ele se transferiu para a igreja Old Machar em 1574. No final de 1582 ou início de 1583, ele se mudou para se tornar ministro de St Andrews.
Desempenhou um papel ativo na política da igreja da época e foi duas vezes moderador da Assembleia Geral da Igreja da Escócia e membro da comissão de inquérito sobre a condição da Universidade de St. Andrews (1583).
Sua postura em questões públicas lhe rendeu a condenação de escritores católicos. Ele não está incluído na lista de periurit apostatis de Nicol Burne, mas sua política e influência eram rejeitadas por Jaime VI, que, quando a Assembleia elegeu Arbuthnot para o cargo da igreja de St. Andrews, ordenou que ele retornasse às suas funções no King's College.

## Morte e legado
Acredita-se que esse descontentamento do rei tenha sido a causa do seu declínio na saúde. Ele morreu solteiro, aos quarenta e quatro anos, em 16 de outubro de 1583, e está enterrado na igreja de São Nicolau, no centro de Aberdeen, bem em frente ao púlpito. Andrew Melville escreveu seu epitáfio.
Há uma lápide em sua memória na parede norte da Igreja Arbuthnott, perto do púlpito.

## Obras
Ele foi um patrono zeloso do conhecimento, poeta e matemático. Ele se esforçava para promover a literatura entre aqueles a quem ministrava. Suas obras poéticas existentes são três poemas: Os Louvores das Mulheres (4 versos), Sobre o Amor (10 versos) e As Misérias de um Erudito Puro (pobre) (189 versos). Os Louvores das Mulheres no primeiro poema é excepcional na literatura de sua época; e sua cordialidade nos ajuda a compreender a popularidade do autor entre seus contemporâneos.
Ele escreveu um volume intitulado “Discursos sobre as origens e a dignidade da lei”, Orationes de origine et dignitate juris, 4to. (Edimburgo, 1572).
Por volta de 1567, ele também escreveu um relato em latim da história da família Arbuthnott, Originis et Incrementi Arbuthnoticae Familiae Descriptio Historica, mantido na Biblioteca da Universidade de Aberdeen em um volume contendo uma tradução contemporânea para o escocês por William Morrison. Uma continuação em inglês da história dos Arbuthnott, pelo Dr. John Arbuthnot, está preservada na Biblioteca dos Advogados, em Edimburgo.